# 플로렌티누 루이스
플로렌티누 이브라잉 모히스 루이스 (Florentino Ibrain Morris Luís, 1999년 8월 19일 ~ )는 포르투갈의 축구 선수이며, 벤피카에서 수비형 미드필더로 뛰고 있다.